# Assaut sur la ville
Pour plus de détails, voir Fiche technique et Distribution.
Assaut sur la Ville (Napoli spara!) est un film italien réalisé par Mario Caiano, sorti en 1977.

## Synopsis
Le commissaire Belli traque un braqueur de banques du nom de Santoro...

## Fiche technique
Sauf indication contraire, les informations mentionnées dans cette section peuvent être confirmées par la base de données cinématographiques IMDb,  présente dans la section « Liens externes ».
- Titre français : Assaut sur la ville[1]
- Titre original : Napoli spara!
- Réalisateur : Mario Caiano
- Scénaristes : Gianfranco Clerici et Vincenzo Mannino
- Compositeur de la bande originale : Francesco De Masi
- Directeur de la photo : Pier Luigi Santi
- Chef-monteur : Vincenzo Tomassi
- Société de production : Capitolina Produzioni Cinematografiche
- Pays de production :  Italie
- Langue de tournage : Italien
- Format : Couleur
- Durée : 99 minutes
- Genre : Poliziottesco
- Dates de sortie :
  - Italie : 22 février 1977
  - France : Visa d'exploitation refusé en 1978[1],[2]

## Distribution
- Leonard Mann (VF : Bernard Tiphaine) : Commissaire Belli
- Henry Silva (VF : Edmond Bernard) : Santoro
- Jeff Blynn (it) (VF : Jean Roche) : Guidi
- Massimo Deda : Gennarino
- Mario Deda (VF : Georges Berthomieu) : Nardi
- Enrico Maisto (it) (VF : Pierre Garin) : Don Licata
- Tommaso Palladino (it) (VF : Jean Violette) : Don Calise
- Tino Bianchi : Don Alfredo
- Ida Galli : Lucia Parise (créditée Evelyn Stewart)
- Ottorino Polentini (VF : Alain Dorval) : Salvatore Auriemma
- Adolfo Lastretti : le pédophile
- Kirsten Gille (it) : la cliente du taxi
- Maurizio Gueli (it) : Serrao
- Massimo Vanni (it) : Rosati
- Mario Granato : un agent
- Maurizio Mattioli : un agent
- Enrico Chiappafreddo : un homme de main de Santoro
- Benito Pacifico (it) : un homme de main de Santoro
- Nazzareno Cardinali : un homme de main de Santoro